# Sivekar szultána
Şivekar szultána (oszmán törökül: شیوه کار سلطان; "kacér", meghalt 1647 vagy 1693 körül), Ibrahim szultán (1640-1648) hetedik haszekije volt az Oszmán birodalomban. 

## Élete
Örmény származású volt. Valódi neve Maria volt, és egy gazdag örmény kereskedő lánya volt. 
Şivekar szultána kórosan elhízott. 1646-ban Ibrahim kinevezte szolgáit, hogy keressék meg Ḳosṭanṭīnīye "legkövérebb nőjét". Erre a parancsra elkezdték keresni a palota tisztviselőit, és végül Üsküdarban találtak egy örmény nőt. Maria lett a hitvese, és a Şivekar nevet adta neki, azaz "kacér". A hetedik haszeki címet kapta. Jó kapcsolatot ápolt Cinci Hoca pasával, és a nyolcadik haszeki szultánával Hümaşah szultánával. 
Ibrahim utolsó éveiben politikailag aktív volt. Ibrahim hamarosan elmebeteg lett, és Şivekar segített csillapítani a feszültségét. Ibrahim egyik legerősebb hitvese volt az oszmán hárem politikájában. 1646-ban fia született, akit Cihangir hercegnek hívtak, aki csecsemőkorában meghalt. Ezenkívül az összes damaszkuszi bevételt Şivekar szultánának ajánlották fel. 
Egyes történészek szerint 1647-ben Şivekar volt a felelős Ibrahim háremének összes tagjának haláláért. Şivekar azt a pletykát terjesztette, hogy a szultán egyik ágyasa viszonyt folytatott a palota egy kívülállójával. Ibrahim hitt neki, és megkínozta a hárem sok tagját, hogy kimondjon egy nevet, de hiába. Ibrahim elrendelte, hogy mind a kétszáznyolcvan alacsony rangú ágyasát zsákokba rakják és a Boszporuszba dobják. Csak a haszeki szultánáit kímélte. Csak egy ágyasát mentette meg egy elhaladó hajó. Köszem szultána dühös volt, amikor megtudta az esetet, behívta Şivekart a szobájába, ahol vacsorázni. Köszem megölte Şivekart, megmérgezte, és azt mondta a vigasztalhatatlan Ibrahimnak, hogy Şivekar természetes okból halt meg. 
Mindazonáltal pontosítani kell, hogy még ha igaz is lehet, hogy Şivekar 1647-ben halt meg (bár más források szerint 1693-ban a Régi Palotában halt meg), az ágyasok lemészárlásáról szóló anekdota legalábbis bizonytalannak tűnik, mivel megbízhatatlan forrásokból származik és ezt számos történész tagadja, és azzal érvel, hogy Köszem, ha valóban ő állt a nő halála mögött, inkább az Ibrahimra gyakorolt befolyása és a saját hatalmának fenyegetése miatt mérgezhette meg, mivel megkockáztatta, hogy fiát az anyja ellen nevelje. 
Şivekar szultánának életében néhány alapítványa is volt. 
Ma az isztambuli Hagia Szophia I. Ibrahim mauzóleumában nyugszik.

## Gyermekei
Ibrahimtól született fia:
- Dzsihangir herceg (1646. december 14. – 1648. december 1.), a konstantinápolyi Topkapi palotában született és halt meg.

## Kultúrában
A 2015-ös török történelmi fikciós tévésorozatban, a Muhteşem Yüzyıl: Kösem (A szultána) Şivekar szultánát Gümeç Alpay Aslan török színésznő alakítja.